# Iberis semperflorens
Iberis semperflorens L. – gatunek rośliny z rodziny kapustowatych (Brassicaceae Burnett). Występuje endemicznie we Włoszech. 

## Rozmieszczenie geograficzne
Rośnie endemicznie na Sycylii oraz południowej części Półwyspu Apenińskiego. 

## Morfologia
PokrójZimozielona bylina krzewiasta. Dorastająca do 80 m wysokości, chociaż według innych źródeł osiąga 15 cm wysokości i 30–38 cm szerokości.
LiścieŁyżeczkowate, ciemnozielone, o długości 30–70 mm.
KwiatyZebrane w baldachogronach. Mierzą 3–5 cm średnicy. Mają białą barwę. Wydzielają zapach.
Gatunki podobneRoślina jest podobna do ubiorka wiecznie zielonego (Iberis sempervirens L.), ale wyraźnie różni się okresem kwitnienia.

## Biologia i ekologia
Rośnie na wybrzeżu, na klifach, z zacienionych szczelinach skalnych. Występuje na wysokości do 1500 m n.p.m. Kwitnie od listopada do marca, natomiast według innych źródeł od przełomu października i listopada do kwietnia. Preferuje wapienne podłoże. Najlepiej rośnie na glebach od odczynie od lekko kwaśnego do lekko zasadowego (6,1–7,8 pH). Występuje w strefach mrozoodporności od 4a do 8b. 
Gatunek I. semperflorens został relatywnie niedawno wykorzystany w celach komercyjnych jako kwitnąca roślina doniczkowa. Latem 2013 roku zaobserwowano plamy i pierścienie na liściach niektórych roślin doniczkowych uprawianych w szklarni w mieście Albenga w północno-zachodniej części Włoch. W wyniku przeprowadzonych badań udowodniono, że przyczyną tego jest wirus brązowej plamistości pomidora. To nowe odkrycie sugeruje, że I. semperflorens może być naturalnym gospodarzem tego wirusa i gatunek ten może odgrywać rolę jako rezerwuar wirusa w przyrodzie. 

## Zastosowanie
Gatunek ze względu na liczbę kwiatostanów, długi czas kwitnienia oraz dobrą adaptację do uprawy ma zastosowanie jako doniczkowa roślina ozdobna, szczególnie na rynku włoskim. Brak jest szczegółowych wyników badań dotyczących uprawy tego gatunku. Stwierdzono, że nasiona tej rośliny najlepiej kiełkują w temperaturze 20°C w pełnym nasłonecznieniu.